# Dorian Hunter (Hörspielserie)
Dorian Hunter ist eine von Zaubermond-Audio produzierte Hörspielserie. Sie wird seit 2008 fortlaufend produziert und basiert auf der Heftromanserie Dämonenkiller der österreichischen Autoren Ernst Vlcek und Kurt Luif, die von 1973 bis 1977 erschien.

## Geschichte
Nachdem Europa in den 80er-Jahren fünf Dämonenkiller-Hörspiele vertont hatte, produzierte Nocturna Audio 2007 die erste Folge neu, durfte diese aufgrund eines Rechtsstreits jedoch nur noch bis Ende des Jahres verkaufen.
Seit 2008 wird die Serie unter dem Titel Dorian Hunter vom Zaubermond-Verlag neu aufgelegt. Bis Folge 24 fungierte Marco Göllner als Regisseur und Skriptautor. Seit Folge 25
führt Dennis Ehrhardt die Regie. Für die Jubiläumsfolge schrieb er ebenfalls das Skript. von Folge 26 bis 39 schrieb Andrea Bottlinger die Skripte.

## Handlung
Die Handlung wurde für die Hörspielserie in die Gegenwart übertragen und die Figuren entsprechend angepasst. Einzelne Vorlagen werden eher frei umgesetzt und mit neuen Handlungsfäden angereichert. Titel und Reihenfolge der Romane sind verändert.

## Folgenindex
| Folge | Titel                                     | Datum      |
| ----- | ----------------------------------------- | ---------- |
| 1     | Im Zeichen des Bösen                      | 18.08.2008 |
| 2     | Das Henkersschwert                        | 18.08.2008 |
| 3     | Der Puppenmacher                          | 18.08.2008 |
| 4     | Das Wachsfigurenkabinett                  | 17.11.2008 |
| 5     | Der Griff aus dem Nichts                  | 20.02.2009 |
| 6     | Freaks                                    | 31.07.2009 |
| 7     | Amoklauf                                  | 04.09.2009 |
| 8     | Kinder des Bösen                          | 13.11.2009 |
| 9     | Im Labyrinth des Todes                    | 19.02.2010 |
| 10.1  | Der Folterknecht – Die Nacht von Nancy    | 21.05.2010 |
| 10.2  | Der Folterknecht – Hexenhammer            | 21.05.2010 |
| 11    | Schwestern der Gnade                      | 20.08.2010 |
| 12    | Das Mädchen in der Pestgrube              | 19.11.2010 |
| 13    | Wolfshochzeit                             | 25.02.2011 |
| 14    | Jagd nach Paris                           | 17.05.2011 |
| 15    | Die Teufelsinsel                          | 26.08.2011 |
| 16    | Der Moloch                                | 25.11.2011 |
| 17    | Das Dämonenauge                           | 24.02.2012 |
| 18    | Kane                                      | 25.05.2012 |
| 19    | Richtfest                                 | 24.08.2012 |
| 20    | Devil's Hill                              | 23.11.2012 |
| 21    | Herbstwind                                | 19.04.2013 |
| 22.1  | Esmeralda – Verrat                        | 21.06.2013 |
| 22.2  | Esmeralda – Vergeltung                    | 30.08.2013 |
| 23    | Tod eines Freundes                        | 29.11.2013 |
| 24    | Amsterdam                                 | 28.02.2014 |
| 25.1  | Die Masken des Dr. Faustus – Mummenschanz | 29.08.2014 |
| 25.2  | Die Masken des Dr. Faustus – Hassfurt     | 29.08.2014 |
| 25.3  | Die Masken des Dr. Faustus – Fastnacht    | 29.08.2014 |
| 26    | Die Schöne und die Bestie                 | 01.12.2014 |
| 27    | Der tätowierte Tod                        | 06.03.2015 |
| 28    | Mbret                                     | 05.06.2015 |
| 29.1  | Hexensabbat – Lehrjahre                   | 02.12.2015 |
| 29.2  | Hexensabbat – Reifeprüfung                | 02.12.2015 |
| 30    | Hochzeitsnacht                            | 03.06.2016 |
| 31    | Capricorn                                 | 29.08.2016 |
| 32    | Witchcraft                                | 02.12.2016 |
| 33    | Kirkwall Paradise                         | 02.06.2017 |
| 34    | Familiensache                             | 02.06.2017 |
| 35.1  | Niemandsland – Eingeladen                 | 01.09.2017 |
| 35.2  | Niemandsland – Ausgeliefert               | 01.09.2017 |
| 36    | Auf der Santa Maria                       | 01.12.2017 |
| 37    | Am Rio Negro                              | 02.03.2018 |
| 38    | Marucha                                   | 01.06.2018 |
| 39    | Yana Turmanyay                            | 07.09.2018 |
| 40    | Das Große Tier                            | 14.12.2018 |
| 41.1  | Exu – Macumba                             | 07.06.2019 |
| 41.2  | Exu – Penthouse der Schweine              | 07.06.2019 |
| 42    | Schuld und Sühne                          | 29.03.2020 |
| 43    | Wien                                      | 02.10.2020 |
| 44    | Der Teufelseid                            | 05.02.2021 |
| 45    | Lykanthropus                              | 04.06.2021 |
| 46    | Mörder der Lüfte                          | 01.10.2021 |
| 47    | Duk Duk                                   | 17.06.2022 |
| 48.1  | Vater des Schreckens – Blut für Lukretia  | 21.10.2022 |
| 48.2  | Vater des Schreckens – Lebendig begraben  | 21.10.2022 |
| 49    | Theriak                                   | 03.03.2023 |
| 50.1  | Das Kind der Hexe – Der Plan              | 02.02.2024 |
| 50.2  | Das Kind der Hexe – Pigeon Street         | 02.02.2024 |
| 51.1  | Im Reich der Alraunen – Aufstieg          | 02.10.2024 |
| 51.2  | Im Reich der Alraunen – Hekates Garten    | 02.10.2024 |
| 52    | Schiff der verlorenen Seelen              | 21.03.2025 |

## Sprecher
| Rolle                  | Sprecher                 | Folgen           |
| ---------------------- | ------------------------ | ---------------- |
| Dorian Hunter          | Thomas Schmuckert        | 1–heute          |
| Norbert Helnwein       | Hasso Zorn               | 1–23             |
| Lilian Hunter          | Iris Artajo              | 1–heute          |
| Asmodi                 | Klaus-Dieter Klebsch     | 1–20 / 29.1 / 40 |
| Bruno Guozzi           | Marco Göllner            | 1–22.1           |
| Coco Zamis             | Claudia Urbschat-Mingues | 2–heute          |
| Michael Zamis          | Till Hagen               | 2–43             |
| Baron Nicolas de Conde | David Nathan             | 2–22.1 / 44      |
| Equinus                | Martin Semmelrogge       | 2–22.1 / 44      |
| Trevor Sullivan        | Konrad Halver            | 2–23             |
| Donald Chapman         | Frank Felicetti          | 2–heute          |
| Philip Hayward         | Tim Kreuer               | 3–heute          |
| Olivaro                | Stefan Krause            | 3–heute          |
| Jeff Parker            | Andreas von der Meden    | 4–17             |
| Jeff Parker            | Volker Hanisch           | 35.2–45          |
| Jeff Parker            | Freimut Götsch           | 50.2–heute       |
| Tim Morton             | Marco Göllner            | 5–22.2           |
| Marvin Cohen           | Frank Gustavus           | 7–heute          |
| Dr. Jerome Hewitt      | Sven Plate               | 6–7 / 40–heute   |
| Miss Martha Pickford   | Regina Lemnitz           | 8–heute          |
| Eustache               | Philipp Moog             | 8–10.2           |
| Steve Powell           | Marco Sand               | 14–21            |
| Skarabäus Toth         | Andreas Schmidt          | 18–31            |
| Norman Winter          | Detlef Tams              | 18–25.1          |
| Diego de Deza          | Ronald Nitschke          | 22.2–25.3        |
| Bethany Bail           | Karin Rasenack           | 24–heute         |
| Georg Rudolf Speyer    | Tim Knauer               | 25.1–38          |
| Victor Shapiro         | Jürgen Holdorf           | 28–35.2          |
| Igor Lipwitz           | Walter Gontermann        | 31–42            |
| Joshua Dexter          | Jarow                    | 33–42            |
| Colin Briggs           | Kurono                   | 33–42            |
| Lydia Zamis            | Christina Ann Zalamea    | 33–35.2          |
| Lipwitz                | Walter Gontermann        | 35.2–39          |
| Sacheen                | Kirstin Hesse            | 36–45            |
| Hernando Vivelda       | Torben Liebrecht         | 36–39            |
| Marucha                | Andrea Pani Laura        | 36–43            |
| James Rogard           | Achim Schülke            | 36–39            |
| Demur Alkahest         | Jan-David Rönfeldt       | 40–heute         |
| Hekate                 | Stephanie Kellner        | 52–heute         |

## Trivia
- Regina Vlcek, die langjährige Ehefrau des Hunter-Autors Ernst Vlcek, hat in Folge 12 einen Gastauftritt als gleichnamige Fremdenführerin.
- Im April 2013 wurde mit der Dorian-Hunter-Folge 21 „Herbstwind“ erstmals ein Hörspiel-Crossover von Dorian Hunter zu einer anderen Hörspielreihe realisiert. Die Folge 83 Ein Leben unter Toten der Hörspielserie Geisterjäger John Sinclair ist inhaltlich mit der Hunter-Folge 21 identisch, jedoch erzählen beide Folgen die Handlung aus der Sicht des jeweils anderen.
  - Ein zweites Crossover mit Dorian Hunter erschien im Juni 2018 als Sonderedition 11 Deadwood – Stadt der Särge innerhalb von Geisterjäger John Sinclair. Neben Hunter treten hier auch Coco Zamis, Asmodi und Edward Belial auf, die alle von ihren regulären Sprechern aus Dorian Hunter gespielt werden. Die Handlung des zweiten Crossovers hat die Struktur einer Möbiusschleife; Anfang und Ende des Hörspiels gleichen sich bis auf die Tatsache, dass die Rollen von Sinclair und Hunter in der Geschichte jeweils vertauscht sind.
- In Folge 25 hat der bekannte deutsche Kabarettist Dieter Hallervorden einen Gastauftritt als Dr. Faustus.

## Auszeichnungen
- 2013: Ohrkanus als beste Serie[1]

## Hörbuch
Der Zaubermond-Verlag veröffentlichte ebenfalls ein Hörbuch unter dem Titel Schwarzes Blut, kaltes Herz. Hierbei griff man auf dieselben Sprecher wie in der Hörspielserie zurück.